# Spriggan
Een spriggan is een soort elf, fee of kabouter. Het wezen komt voor in West Penwith in Cornwall.
Spriggans zijn in de omgeving van oude ruïnes en grafheuvels te vinden, ze bewaken schatten en treden op als lijfwacht van feeën. Ze zouden ook goede dieven zijn. Ze zijn klein van postuur, maar kunnen enorm groot worden. Er wordt gespeculeerd dat spriggans de geest van de oude reuzen zouden zijn. Diegene die een spriggan lastigvalt, krijgt een lastige vijand. Een spriggan kan een storm sturen om schade aan gewassen te veroorzaken. Ook stelen ze mensenkinderen en stoppen een wisselkind terug.
Er is een verhaal bekend over een oude vrouw, die genas van een vloek van de spriggans door haar kleding binnenstebuiten te dragen. Dit is net zo effectief als wijwater of ijzer.

## Trivia
- Het beeld van een spriggan in Londen is de inspiratie geweest voor het korte verhaal Crouch End van Stephen King. Het beeld wordt ook wel aangezien voor Pan of de Green Man.
- Er is ook een mangaserie met de titel "spriggan", deze werd uitgegeven met de Engelse vertaling "striker".
- In de spellenserie Elder Scrolls zijn spriggans magische wezens van hout die beboste gebieden beschermen.